# Hubert Schmitz
Hubert Joseph Schmitz (Limerlé, 25 maart 1831 - Steinbach, 5 september 1899) was een Belgisch volksvertegenwoordiger en burgemeester.

## Levensloop
Schmitz was een zoon van de landbouwer en burgemeester van Limerlé Christophe Schmitz en van Anne-Marie Cloze. Hij trouwde met Marie-Philippine Toussaint.
Van 1860 tot 1884 was hij burgemeester van Limerlé. Van 1860 tot 1868 was hij provincieraadslid en bestendig afgevaardigde voor de provincie Luxemburg.
In 1868 werd hij liberaal volksvertegenwoordiger voor het arrondissement Bastenaken, een mandaat dat hij vervulde tot in 1870.